# 김병철 (1958년)
김병철(김병철, 1958년~)은 감사원 사무차장, 감사위원을 역임한 대한민국의 전 정무직공무원이다.

## 생애 및 학력
- 1958년 전라남도 장성군 출생
- 서울대학교 행정학과 학사
- 성균관대학교 행정대학원 행정학 석사
- 성균관대학교 행정대학원 행정학 박사

## 경력
- 1980년 행정고시 합격
- 2003.12 감사원 재정금융감사국 총괄과 과장
- 2004.06 감사원 기획관리실 대외협력심의관
- 2004.12 감사원 비서실 실장
- 2006.12~2008.03 감사원 재정금융감사국 국장
- 2008.03 감사원 기획홍보관리실 실장
- 2009.01~2009.07 감사교육원 원장
- 2009.07~2009.12 감사원 제2사무차장
- 2009.12~2011.07 감사원 제1사무차장
- 2011.07~2015.07 감사원 감사위원
- 2022.10~한국안전리더스포럼포럼 상임고문

| 전임 정창영 | 제34대 감사원 제2사무차장 2009년 7월 22일 ~ 2009년 12월 16일 | 후임 문태곤 |

| 전임 정창영 | 제34대 감사원 제1사무차장 2009년 12월 16일 ~ 2011년 7월 22일 | 후임 최재해 |